# Izabella Greczanik-Filipp
Izabella Greczanik-Filipp (ur. 29 kwietnia 1939 w Wilnie, zm. 23 kwietnia 2007 w Gdyni) – polska dziennikarka, autorka reportaży dokumentujących Grudzień '70, współautorka Encyklopedii Gdyni.

## Życiorys
Była córką Marii i Edmunda, aresztowanych w 1944 roku przez NKWD i wywiezionych na Syberię, gdzie w sowieckich łagrach Workuty i Norylska spędzili 11 lat. Dzięki zabiegom zaprzyjaźnionego z ojcem Wacława i jego siostry Władysławy Kieljotisów sześcioletnia Izabella przyjechała do Polski. Kieljotisowie opiekowali się nią do powrotu rodziców. Po zdaniu matury w I Liceum Ogólnokształcącym w Bydgoszczy rozpoczęła studia humanistyczne na Uniwersytecie Mikołaja Kopernika w Toruniu. Kontynuowała je w Wyższej Szkole Pedagogicznej w Gdańsku, uzyskując dyplom w 1961 roku. Po ukończeniu studiów pracowała w Stoczni Gdańskiej, gdzie przez rok była jej rzecznikiem prasowym. W 1964 roku zatrudniona została w redakcji „Głosu Wybrzeża”. Przepracowała tam 18 lat najpierw jako publicystka w dziale ekonomiczno-morskim, a następnie kierowała działem kultury. Jako członek redakcji „Głosu Wybrzeża” poruszała problemy związane między innymi sprawami budownictwa i inwestycji (cykl o odbudowie Głównego Miasta) oraz ochrony zabytków (batalia publicystyczna o uratowanie wartowni nr 1 na Westerplatte). Po wprowadzeniu stanu wojennego, podczas weryfikacji dziennikarzy I. Greczanik-Filipp straciła prawa wykonywania swojego zawodu. W latach 80. wespół z mężem Piotrem Filippem oraz grupą pozbawionych pracy inżynierów z Centrum Techniki Okrętowej redagowała podziemne pismo „Nasz Czas”. Periodyk drukowany był co miesiąc w nakładzie pięciu tysięcy egzemplarzy, kolportowany był w zakładach pracy na terenie Gdyni. W 1989 roku należała do zespołu redakcyjnego „Tygodnika Wyborczego”, a następnie „Tygodnika Gdańskiego”, będącego przekształceniem wymienionej gazety. Po rozwiązaniu czasopisma zatrudniona została w 1992 w redakcji „Dziennika Bałtyckiego” jako kierowniczka oddziału gdyńskiego. Funkcję tę pełniła do przejścia na emeryturę w 1994 roku. Zasłynęła jako autorka i współautorka publikacji związanych z Gdynią. Była matką chrzestną wyprodukowanego przez Stocznię Gdynia angielskiego trawlera „Boston York”. 
Zmarła w Gdyni, pochowana cmentarzu Srebrzysko w Gdańsku (rejon I, groby rodzinne C-60). Jej pogrzeb odbył się dwa dni przed ukończeniem sześćdziesiątych ósmych urodzin.

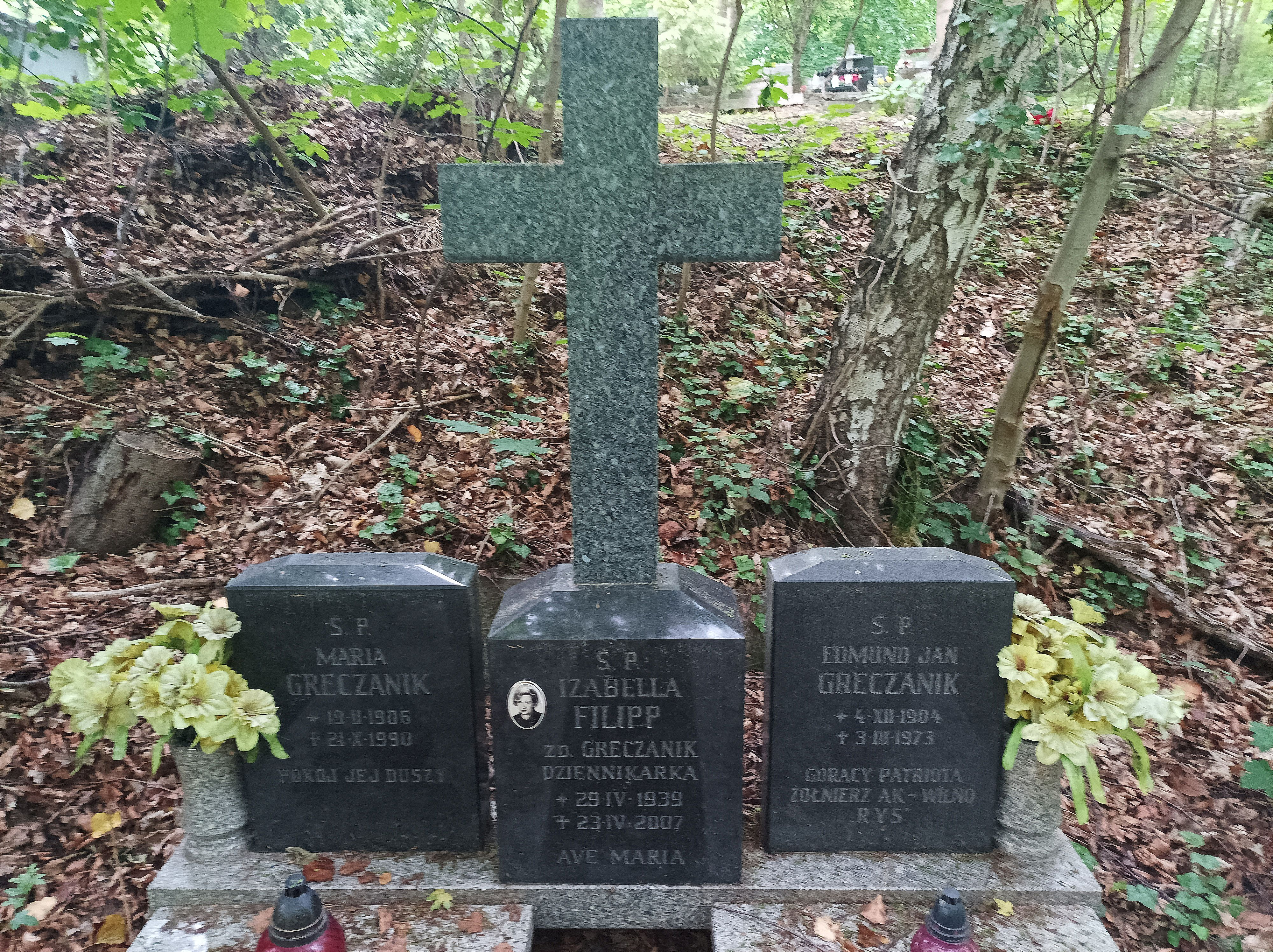
Grób Izabelli Greczanik-Filipp na cmentarzu Srebrzysko

## Publikowane książki
- Zakłady Graficzne w Gdańsku w 40-lecie PRL[8]
- Są wśród nas (2000)[9]
- Encyklopedia Gdyni (2006)[10]

## Ordery i odznaczenia
- Krzyż Komandorski Orderu Odrodzenia Polski (pośmiertnie, 26 kwietnia 2007)[11]
- Złoty Krzyż Zasługi (1978)
- Srebrna Odznaka „Za opiekę nad zabytkami” (1974)

Źródło:.

## Nagrody
- Nagroda „Za zasługi dla m. Gdańska” (1972)
- Nagroda Miasta Gdańska w Dziedzinie Kultury „Splendor Gedanensis” (1974)[13]
- Nagroda Srebrnej Kielni (1977)
- Nagroda Generalnego Konserwatora Zabytków i Stowarzyszenia Konserwatorów Zabytków (1999)

Źródło:.